# Hadena canescens
Hadena canescens är en fjärilsart som beskrevs av Brandt 1947. Hadena canescens ingår i släktet Hadena och familjen nattflyn. Inga underarter finns listade i Catalogue of Life.